# آلمالیک (باشقیرستان)
آلمالیک (انگلیسی: Almalyk, Republic of Bashkortostan) یک شهرک در شهرستان کارماسکالینسکی استان باشقیرستان کشور روسیه است.